# 앨저 "텍사스" 알렉산더
앨저 "텍사스" 알렉산더(Alger "Texas" Alexander, 1900년 9월 12일 ~ 1954년 4월 18일)는 텍사스주 주트 출신의 미국의 블루스 가수이다. 일부 정보에선 그가 라이트닝 홉킨스의 사촌이라고 주장하고 있지만, 직접적인 친족 관계는 발견되지 않았다. 그가 텍사스 컨트리 블루스 기타리스트인 프랭키 리 심스의 삼촌이라는 주장도 있었다. 그는 영향력 있는 가수로 평가받으며 “텍사스의 목소리”로도 불린다.

## 생애
1900년 9월 12일, 텍사스주 제벳에서 샘 알렉산더와 제니 브룩스의 아들로 태어났다. 그는 알버나 콜린스의 친척이었고, 땅달막하고 부끄럼이 많으며 어둡고 음침한 사람이었다. 그의 키는 150cm 정도였고, 체중은 65~75kg였다. 그의 피부는 어두운 색이었고, 1~2개의 금니가 있었으며 그를 만난 사람은 그가 과묵하고 겸손하나 거침없었다고도 말했다. 그는 대답을 한 후에 알 수 없는 말을 중얼거리기도 했고, 사람들은 그를 두려워했다.
그가 태어날 당시 허리케인이 닥치고 간 여파로 그의 가족은 어려움에 처해 있었고 1902년에 남동생이 태어나며 어려움 속에서 군을 자주 옮겼다. 이후 1914~15년에 그의 가족은 텍사스주 노르망기에 정착했으나, 생활의 어려움에 결국 텍사스주 리처즈에 있는 할머니의 집에서 자라게 된다.
그는 타고난 노래 실력으로 리처즈 근처의 교회에서 노래해주길 요청받기도 했다. 그는 교회 외에도 리처즈 근처의 파티 같은 유흥에 초대되었을 가능성이 매우 높다.
그는 1923년경부터 파티에서 노래하기 시작했다. 그는 악기를 연주할 줄 몰랐지만 항상 기타를 들고 다녔다. 왜냐하면 기타를 연주할 줄 아는 사람과 협연할 수 있을지도 몰랐기 때문이다. 그는 기타를 못 다루니 거리 등에서 노래를 부를 때 협연할 기타리스트를 찾아다녔다. 여기서 기타를 맡은 인물은 블라인드 레몬 제퍼슨, 10대 초의 라이트닝 홉킨스, 리틀 햇 존스, 로니 존슨 등이 있다.
일부에선 그가 1920년에서 1927년 사이에 살인을 저질렀고 복역했다고 주장했다. 주장에 의하면, 그는 연인을 도끼로 살해해서 5년 혹은 10년 형을 받았으나 노래 실력 덕분에 3개월 21일로 형이 줄었고 감옥 생활 중 자기 목소리에 빠진 아내를 만나게 됐으며, 노래로 여러 곳에 불려나가다 아내와 함께 사면받아 1927년에 감옥에서 나온 것이 된다. 이후 빠르게 댈러스로 갔으며 거리나 유흥업소에서 노래를 불렀다. 노래 일 외에도 상점에서도 일했다.
새미 프라이스(Sammy Price)는 1920년대 초에 그를 발견했고 녹음 세션을 마련해준 것으로 알려졌다. 그는 1927년 8월 11~12, 16~17일에 뉴욕시에서 로니 존슨, 에디 헤이우드와 9곡(1곡 미발매)을 녹음했다. 이후 1934년 9월 30일까지 킹 올리버, 에디 랭, 미시시피 셰익스 등과 같이 녹음했다. 약 69곡이 녹음됐고 64곡이 발매되었다. 그의 음반은 상당한 인기를 얻었다.
그는 노동요나 할러의 자유로운 리듬에 기초해서 자신만의 감각으로 즉흥적인 노래를 선보였다. 그래서 반주자들이 맞춰서 연주하는데 애를 먹었으며 “알렉산더 시간”을 따로 맞춰두기도 했다. 그와 협동했던 로니 존슨은 그와의 녹음을 두고 훗날 도전적이었다고 말했으며, 알렉산더의 노래 방식 때문에 대위법에서 자유로운 형태의 기타 선율을 발명했다.
이후 1930년대 후반엔 하울링 울프, 로웰 펄슨(Lowell Fulson)과 활동하며 그들에게 영향을 주었다. 그의 생애에 대해 그가 1939년~1945년 사이에 복역했다는 주장이 일어났다. 1939년 혹은 그 즈음, 그가 살인을 저질렀다는 것이다. 프랭키 리 심스는 그가 2명을 죽였고 감옥에 들어갔다고 말했으며, 다른 자료에선 그가 아내를 살해하고 텍사스주 파리의 감옥에서 1940년부터 1945년까지 복역했다고 기술했다. 버스터 피킨스(Buster Pickens)는 그가 1942년경에 렘제이 주립 농장에서 복역했다고 주장했다. 그러나 심스와 피킨스의 주장을 입증할 근거가 발견되지 않았으며, 이후의 연구는 그의 아내 살인과 복역에 대해서 의문을 제기했다. 그는 공공적인 장소에서 외설적인 음악을 연주한 혐의로 교화 농장에 배정되었을 수도 있다. abs 잡지에선 그가 예배당에서 〈Boe Hog Blues〉를 불러 공공질서 문란으로 이스텀 농장으로 보내졌고, 화물 열차로 탈옥했다 다시 잡혀와 1942년부터 1943년까지 복역했다고 기술했다. 그러나 앨런 고배나에 의하면 그는 복역한 적이 없었을 가능성이 있다.
그는 1940년대 중반에 라이트닝 홉킨스와 돈을 벌기 위해 휴스턴의 길가와 버스 정류장에서 활동했다. 그는 1940년대 말에 많은 시간을 휴스턴에서 보냈으나 그의 노래는 유행과 맞지 않았다. 그는 1947년에 홉킨스와 데모 테이프를 녹음해 알라딘 레코드의 오디션을 치뤘으나 레코드는 그를 받아주지 않았다. 이후 1950년에 버스터 피킨스, 레온 벤턴과 2곡을 녹음했다. 곡들은 소규모 음반사인 프리덤 레코드에서 발매됐다.
그는 최소 1940년대 말부터 매독으로 투병하기 시작했고 1951년 봄에 친척들과 살려고 리처즈로 돌아왔다. 그의 건강은 매독으로 인한 뇌 이상으로 급격히 악화됐다. 그곳에서 그는 1954년 4월 18일에 매독으로 사망했다. 사후 몽고메리군의 롱스트리트 묘지에 안장됐다. 2016년엔 그의 안장지로 추정되는 장소에 묘비가 세워졌다. 그는 텍사스의 음악가들과 전국적인 전통적인 블루스에 영향을 미쳤다. 그가 녹음한 ‘The Rising Sun’은 ‘The House of the Rising Sun’과는 다른 곡이다.
그는 음악 일 외에도 목화 일을 하거나 철도 놓는 일, 텍사스주 동부에서 농사하는 일로 일생 대부분을 보냈다. 그의 음반은 1000달러 이하로 판매되는 경향이 있으며 그의 마지막 음반의 사본은 몇 개 밖에 남지 않았다.

## 음반
- Buddy Boy Hawkins and his Buddies 1934 recording of "Easy Rider Blues" (Yazoo, 1968)
- Texas Troublesome Blues (Agram, 1982)
- Complete Recordings, vols. 1–4 (Matchbox, 1982–1990)
- Complete Recordings in Chronological Order, vols. 1–3 (Document, 1993–1994)
- 98 Degree Blues (Catfish, 1999)